# Young Artist Award alla miglior performance in un film DVD - Giovane attore
Il Young Artist Award alla miglior performance in un film DVD - Giovane attore (Young Artist Award for Best Performance in a DVD Film - Young Actor o Young Artist Award for Best Performance in a Film for DVD - Young Actor) è un premio assegnato al miglior giovane attore che abbia recitato in un film uscito in DVD.
Creato nel 2013 col nome originale di Young Artist Award for Best Performance in a DVD Film - Young Actor, il premio non venne assegnato nel 2015 e l'anno seguente tornò ad essere assegnato col nuovo nome Young Artist Award for Best Performance in a Film for DVD - Young Actor. 

## Vincitori e candidati
I vincitori sono indicati in grassetto. Per ogni film viene inoltre indicato tra parentesi il titolo originale.
- 2013
  - Brandon Tyler Russell - Smitty - Un amico a 4 zampe (Smitty)
  - Ryan Hartwig - The Aggression Scale
  - Austin James Wolff - Golden Winter
  - David Chandler - FDR: American Badass!
  - Valin Shinyei - Una storia di Natale 2 (A Christmas Story 2)
  - Zach Louis - Golden Winter
- 2014
  - Darien Provost - Supercuccioli - I veri supereroi (Super Buddies)
  - Zach Callison - All American Christmas Carol
  - Austin Anderson - Wiener Dog Nationals
  - Brandon Tyler Russell - Wiener Dog Nationals
  - Julian Feder - Wiener Dog Nationals
- 2016
  - Toby Nichols - Chasing Ghosts
  - John Paul Ruttan - Shelby - Il cane che salvò il Natale (Shelby)
  - Will Spencer - Ghost Squad